# Culex hamoni
Culex hamoni är en tvåvingeart som beskrevs av Jacques Brunhes och Adam 1967. Culex hamoni ingår i släktet Culex och familjen stickmyggor.
Artens utbredningsområde är Kongo. Inga underarter finns listade i Catalogue of Life.